# Света Троица (Русе)
Вижте пояснителната страница за други значения на Света Троица.
„Света Троица“ е християнски храм в българския град Русе, катедрален храм на Русенската епархия на Българската православна църква.

## История
Православната църква „Св. Троица“ в град Русе е построена през 1632 година.
В югозападния ъгъл на храма се намира помещение, наречено „катакомба“. Строителната ѝ история е доста неясна. Предполага се, че е катакомба от V век или средновековна църква, включена по-късно в днешната църква. По време на османското владичество, по-лесно било издавано разрешение за строеж на нов храм, когато преди това е имало друг, като се възстанови старият. Русенските християни, вероятно са използвали старата катакомба, за да си построят църквата. Според Тодор Хаджи Станчев – издател на в-к Славянин през 1930 г., църквата е строена от баща му русенския уста-баши Станчо Драгошинов.

## Архитектура и интериор
Днешният храм е трикорабна базилика с размери 15,60 / 31,20 м. Две редици по седем колони отделят корабите. Средният кораб е по-висок. Външността на храма е бедна и неизразителна. Вкопан е четири метра и половина под нивото на двора, поради изискванията на турската власт. Сегашният вид на храма е след Освобождението. Чрез дарения са построени два параклиса. Единият е посветен на св. Александър Невски и е осветен на 5 август 1884 г. Той не функционира от 1979 г. и през 1983 г. е преустроен и в него е поместена музейна експозиция за църковна утвар, икони и старопечатни книги. Вторият параклис е посветен на светите братя Кирил и Методий. Осветен е на 16 март 1886 г. от митрополит Григорий Доростолски и Червенски.
Дървените стълби от които се влизало в храма и били разделени с парапет били заменени с каменни. Над тях е изградено красиво кубе в руски стил. Вероятно по същото време е построена и камбанарията. Камъните за градежа ѝ са от укрепителните съоръжения около русчушката крепост, съборени по решение на Берлинския конгрес от юли 1878 г. В камбанарията има пет камбани. Много оригинален е иконостасът на храма. Все още не е изяснен неговият произход, изработен е през 1805 – 1807 г. Тогава са изографисани и иконите. През периода 1989 – 2000 г. е извършена пълна реставрация на иконостаса от Ирина и Вацлав Йосиф Копецки от София.
Стените на храма са изографисани през 1934 г. от проф. Стефан Иванов и Господин Желязков. През 1870 г. е създаден църковния хор по идея на учителя Тодор Хаджистанчев. Хорът е единствения в България след 1900 г. на ежегодна държавна субсидия.
Катедралният храм „Св. Троица“ е обявен за Паметник на културата от национално значение през 1983 г. Непрестанно се полагат грижи за съхранението и обновлението му, за да бъде запазен за идните поколения, като една от най-старите сгради в Русе.